# Płociczno (powiat ełcki)
Płociczno lub Płociczenko – jezioro w Polsce w województwie warmińsko-mazurskim, w powiecie ełckim, w gminie Ełk.

## Położenie
Jezioro leży na Pojezierzu Mazurskim, w mezoregionie Pojezierza Ełckiego, w dorzeczu Płociczanka–Ełk–Biebrza–Narew–Wisła. Znajduje się około 7 km w kierunku północnym od Ełku. Nad północno-wschodnim brzegiem położona jest wieś Płociczno. Przez jezioro przepływa ciek wodny o nazwie Dopływ z jez. Przytulskiego, który łączy zbiornik wodny z jeziorem Zdrężno i Jeziorem Haleckim. W najbliższym otoczeniu znajdują się lasy, częściowo podmokłe, a także łąki, pola i nieużytki.
Linia brzegowa akwenu jest rozwinięta – występują zatoki i półwyspy, brzegi miejscami są strome. Dno jest twarde, gdzieniegdzie muliste o niewielkiej miąższości.
Jezioro leży na terenie obwodu rybackiego jeziora Zdręsno w zlewni rzeki Ełk – nr 27.

## Morfometria
Według danych Instytutu Rybactwa Śródlądowego powierzchnia zwierciadła wody jeziora wynosi 22,8 ha. Średnia głębokość zbiornika wodnego to 4,5 m, a maksymalna – 11,0 m. Objętość jeziora wynosi 1 033,3 tys. m³. Maksymalna długość jeziora to 760 m a szerokość 550 m. Długość linii brzegowej wynosi 2 750 m.
Inne dane uzyskano natomiast poprzez planimetrię jeziora na mapach w skali 1:50 000 według Państwowego Układu Współrzędnych 1965, zgodnie z poziomem odniesienia Kronsztadt. Otrzymana w ten sposób powierzchnia zbiornika wodnego to 19,0 ha, a wysokość bezwzględna lustra wody – 126,7 m n.p.m.

## Przyroda
Występują płocie, liny, okonie szczupaki i leszcze. Roślinność zanurzona sięga do głębokości 5 m i tworzy w kilku miejscach bogate łąki podwodne składające się z takich gatunków jak rogatek, wywłócznik, jaskier krążkolistny, rdestnica połyskująca i ramienice. Rośliny o liściach pływających, które można spotkać w zbiorniku wodnym to grzybień biały, grążel żółty, osoka aloesowata i rdestnica pływająca. Wokół brzegów dominuje trzcina, pałka wąskolistna i sitowie.